# 吉田裕 (歴史学者)
吉田 裕（よしだ ゆたか、1954年11月2日 - ）は、日本の歴史学者。一橋大学名誉教授、東京大空襲・戦災資料センター館長、同時代史学会代表。専攻は日本近代軍事史、日本近現代政治史。

## 経歴
1954年、埼玉県豊岡町（現入間市）生まれ。米軍ジョンソン基地・航空自衛隊入間基地の航空機の爆音を聞いて育つ。1973年 埼玉県立川越高等学校を卒業。東京教育大学文学部に進み、大学では大江志乃夫に師事した。1977年に東京教育大学文学部を卒業し、 一橋大学大学院社会学研究科に進んだ。大学院では藤原彰に師事した。1979年、一橋大学大学院社会学研究科修士課程修了。1983年、一橋大学大学院社会学研究科博士課程単位取得退学。
1983年に一橋大学社会学部助手に着任。1985年に専任講師、1987年に助教授、1996年に教授に昇進した。 2000年より一橋大学大学院社会学研究科教授。2008年、平和と和解の研究センター共同代表となった。2018年に一橋大学を定年退職し、一橋大学名誉教授となった、一橋大学大学院社会学研究科特任教授。2019年、東京大空襲・戦災資料センターの館長に就任した。指導学生に平井和子、中村江里、瀬畑源、宇田川幸大、加藤祐介など。

## 主張
日中戦争中の南京事件の犠牲者数について、秦郁彦の4万人説に対し、便衣兵（ゲリラ）･投降捕虜･不法殺害等の定義の問題を別にしても、①第九師団の敗残兵掃討戦に関しては殲滅数7千人を不法殺害に計上しながら他師団の掃討戦の殲滅数は計上した形跡がない、②スマイス調査による一般市民の推定死者数をより少ない推定である2.3万人に下方修正する根拠が示されていない、③下方修正した一般市民の推定死者数2.3万人にさらに1/2～1/3の割引率をかける意味が不明であることを指摘している。とくに③の割引率は2.3万人全てが不法殺害ではなく、砲撃･銃撃に巻き込まれた市民も含まれているということであろうが、そもそもスマイス調査はそのような軍事行動による死者数と兵士の暴行による死者数を分けて推計値を出しているため、暴行による死者数を取るべきで、割引率をかける意味がないと主張している。

## 受賞・栄典
- 2018年：著書『日本軍兵士－アジア・太平洋戦争の現実』でアジア・太平洋賞特別賞を受賞[16]。
- 2019年：新書大賞2019を受賞[17]。

## 研究内容・業績、活動について
- 南京事件調査研究会
- 東中野修道

## 著作

### 単著
- 『徴兵制』（学習の友社・学習文庫、1981年）
- 『天皇の軍隊と南京事件――もうひとつの日中戦争史』（青木書店、1986年）
- 『昭和天皇の終戦史』（岩波新書、1992年）
- 『日本人の戦争観――戦後史のなかの変容』（岩波書店、1995年/岩波現代文庫、2005年）
- 『現代歴史学と戦争責任』（青木書店、1997年）
- 『日本の軍隊―兵士たちの近代史』（岩波新書、2002年）
- 『シリーズ日本近現代史（6）アジア・太平洋戦争』（岩波新書、2007年）
- 『兵士たちの戦後史』（岩波書店、2011年/岩波現代文庫、2020年）
- 『現代歴史学と軍事史研究―その新たな可能性』（校倉書房、2012年）
- 『日本軍兵士―アジア・太平洋戦争の現実』中公新書、2017年
- 『日本人の歴史認識と東京裁判』岩波ブックレット、2019年
- 『続・日本軍兵士―帝国陸海軍の現実』中公新書、2025年

### 共著
- （藤原彰・伊藤悟・功刀俊洋）『天皇の昭和史』（新日本出版社、1984年）
- 南京事件調査研究会編『南京大虐殺否定論13のウソ』（柏書房、1999年）
- （森茂樹）『戦争の日本史（23）アジア・太平洋戦争』（吉川弘文館、2007年）

### 編著
- 『日本の時代史（26）戦後改革と逆コース』（吉川弘文館、2004年）

### 共編著
- （吉見義明）『資料日本現代史（1）日中戦争期の国民動員』（大月書店、1984年）
- （粟屋憲太郎）『国際検察局(IPS)尋問調書』（日本図書センター、1993年）
- （粟屋憲太郎）『国際検察局押収重要文書』（日本図書センター、1994年）
- （松野誠也）『十五年戦争期軍紀・風紀関係資料』（現代史料出版、2001年）
- （原武史）『岩波天皇・皇室辞典』（岩波書店、2005年）
- （笠原十九司）『現代歴史学と南京事件』（柏書房、2006年）
- （倉沢愛子・杉原達・成田龍一・テッサ・モーリス=スズキ・油井大三郎）『岩波講座アジア・太平洋戦争』（全8巻）（岩波書店、2005年-2006年）
- 『平成の天皇制とは何か 制度と個人のはざまで』瀬畑源,河西秀哉共編 岩波書店 2017

### その他
- テレビドラマ『この世界の片隅に』歴史監修